# Galbula dea
Galbula dea là một loài chim trong họ Galbulidae.